# Communauté de communes du Cœur du Cotentin
La communauté de communes du Cœur du Cotentin est une ancienne communauté de communes française, située dans le département de la Manche en région Normandie.

## Historique
Elle est créée le 1er janvier 2014 à la suite de la fusion des communautés de communes de Bricquebec et du Bocage valognais.
La communauté de communes du Cœur du Cotentin est substituée à la communauté de communes de Bricquebec en Cotentin et/ou à la communauté de communes du Bocage Valognais au sein des syndicats dont ces dernières sont membres (et pour les anciens périmètres
considérés).
Le 1er janvier 2017, elle fusionne avec les communautés de communes de Douve et Divette, des Pieux, de la Côte des Isles, de la Vallée de l'Ouve, de la région de Montebourg, du Val de Saire, de Saint-Pierre-Église et de la Saire auxquelles s'ajoutent les communes nouvelles de Cherbourg-en-Cotentin et de La Hague pour former la communauté d'agglomération du Cotentin.

## Composition
Cet ÉPCI était constitué des dix-neuf communes suivantes (dix du canton de Bricquebec et neuf du canton de Valognes) :
| Nom                    | Code Insee | Gentilé         | Superficie (km2) | Population (dernière pop. légale) | Densité (hab./km2) |
| ---------------------- | ---------- | --------------- | ---------------- | --------------------------------- | ------------------ |
| Valognes (siège)       | 50615      | Valognais       | 15,63            | 6 779 (2014)                      | 434                |
| Breuville              | 50079      | Breuvillais     | 8,41             | 408 (2014)                        | 49                 |
| Bricquebec-en-Cotentin | 50082      | Bricquebétais   | 76,63            | 5 996 (2014)                      | 78                 |
| Brix                   | 50087      | Brions          | 32,16            | 2 100 (2014)                      | 65                 |
| Colomby                | 50138      | Colombyais      | 11,16            | 520 (2014)                        | 47                 |
| L'Étang-Bertrand       | 50176      | Étanchois       | 8,74             | 340 (2014)                        | 39                 |
| Huberville             | 50251      | Hubervillais    | 5,76             | 367 (2014)                        | 64                 |
| Lieusaint              | 50270      | Lieusaintais    | 5,22             | 417 (2014)                        | 80                 |
| Magneville             | 50285      | Magnevillais    | 9,49             | 332 (2014)                        | 35                 |
| Montaigu-la-Brisette   | 50335      | Montaiguais     | 14,71            | 509 (2014)                        | 35                 |
| Morville               | 50360      | Morvillois      | 7,08             | 250 (2014)                        | 35                 |
| Négreville             | 50369      | Négrevillais    | 11,48            | 817 (2014)                        | 71                 |
| Rauville-la-Bigot      | 50425      | Rauvillais      | 17,16            | 1 169 (2014)                      | 68                 |
| Rocheville             | 50435      | Rochevillais    | 10,07            | 626 (2014)                        | 62                 |
| Saint-Joseph           | 50498      | Saint-Josephais | 9,78             | 800 (2014)                        | 82                 |
| Saussemesnil           | 50567      | Sauxemesnillais | 21,45            | 923 (2014)                        | 43                 |
| Sottevast              | 50579      | Sottevastais    | 10,82            | 1 331 (2014)                      | 123                |
| Tamerville             | 50588      | Tamervillais    | 18,20            | 658 (2014)                        | 36                 |
| Yvetot-Bocage          | 50648      | Yvetotais       | 12,46            | 1 115 (2014)                      | 89                 |

## Politique et administration
Le siège de la communauté de communes était situé à Valognes.

### Conseil communautaire
L'intercommunalité était gérée par un conseil communautaire composé de quarante-six délégués issus de chacune des communes membres et élus pour une durée de six ans.
Les délégués sont répartis comme suit :
| Nombre de délégués | Communes |
| ------------------ | --- |
| 12                 | Valognes |
| 7                  | Bricquebec |
| 3                  | Brix |
| 2                  | Rauville-la-Bigot, Sottevast, Yvetot-Bocage |
| 1                  | Breuville, Colomby, L'Étang-Bertrand, Huberville, Lieusaint, Magneville, Montaigu-la-Brisette, Morville, Négreville, Les Perques, Quettetot, Rocheville, Saint-Joseph, Saint-Martin-le-Hébert, Saussemesnil, Tamerville, Le Valdécie, Le Vrétot |

Les communes n'étant représentées que par un délégué désignaient également un délégué suppléant amené à le remplacer en cas d'indisponibilité.

### Présidence
Le conseil communautaire élisait un président pour une durée de six ans. Jean-Louis Valentin, président la communauté de communes du Bocage valognais, est nommé premier président à titre transitoire de la nouvelle communauté. Il est confirmé dans ses fonctions à la suite des élections municipales et communautaires, le 24 avril 2014.
| Période      | Période          | Identité            | Étiquette | Qualité |
| ------------ | ---------------- | ------------------- | --------- | --- |
| janvier 2014 | 31 décembre 2016 | Jean-Louis Valentin | UMP       | Énarque, haut fonctionnaire Conseiller municipal de Valognes Président de la CC du Bocage valognais (2008 → 2013) Président de la CA du Cotentin (2017 → 2020) |